# Il'ja Černousov
Il'ja Grigor'evič Černousov (in russo Илья Григорьевич Черноусов?; Novosibirsk, 7 agosto 1986) è un fondista russo.

## Biografia
In Coppa del Mondo ha esordito il 18 novembre 2006 a Gällivare (26°) e ha ottenuto la prima vittoria, nonché primo podio, il 4 febbraio 2007 a Davos.
In carriera ha preso parte a un'edizione dei Giochi olimpici invernali, Soči 2014 (3° nella 50 km, 5º nello skiathlon), e a quattro dei Campionati mondiali, vincendo una medaglia.

## Palmarès

### Olimpiadi
- 1 medaglia:
  - 1 bronzo (50 km a Soči 2014)

### Mondiali
- 1 medaglia:
  - 1 bronzo (inseguimento a Oslo 2011)

### Mondiali juniores
- 2 medaglie:
  - 2 argenti (inseguimento, staffetta a Kranj 2006)

### Coppa del Mondo
- Miglior piazzamento in classifica generale: 6º nel 2013
- 10 podi (7 individuali, 3 a squadre):
  - 2 vittorie (1 individuale, 1 a squadre)
  - 5 secondi posti (4 individuali, 1 a squadre)
  - 3 terzi posti (2 individuali, 1 a squadre)

#### Coppa del Mondo - vittorie
| Data            | Località | Nazione  | Spec.                                                       |
| --------------- | -------- | -------- | ----------------------------------------------------------- |
| 4 febbraio 2007 | Davos    | Svizzera | 4x10 km (con Ivan Babikov, Sergej Novikov e Sergej Širjaev) |
| 4 febbraio 2011 | Rybinsk  | Russia   | 20 km PU                                                    |

Legenda:

PU = inseguimento

#### Coppa del Mondo - competizioni intermedie
- 2 podi di tappa:
  - 1 vittoria
  - 1 secondo posto

##### Coppa del Mondo - vittorie di tappa
| Data          | Località | Nazione | Competizione | Disciplina |
| ------------- | -------- | ------- | ------------ | ---------- |
| 18 marzo 2011 | Falun    | Svezia  | Finali       | 3,3 km TC  |

Legenda:

TC = tecnica classica